# Lukkarinluodot
Lukkarinluodot är en ö i Finland. Den ligger i sjön Viilajärvi och i kommunen Heinola i den ekonomiska regionen  Lahtis ekonomiska region  och landskapet Päijänne-Tavastland, i den södra delen av landet, 140 km nordost om huvudstaden Helsingfors. Öns största längd är 20 meter i sydöst-nordvästlig riktning.